# Expresionismo fractal

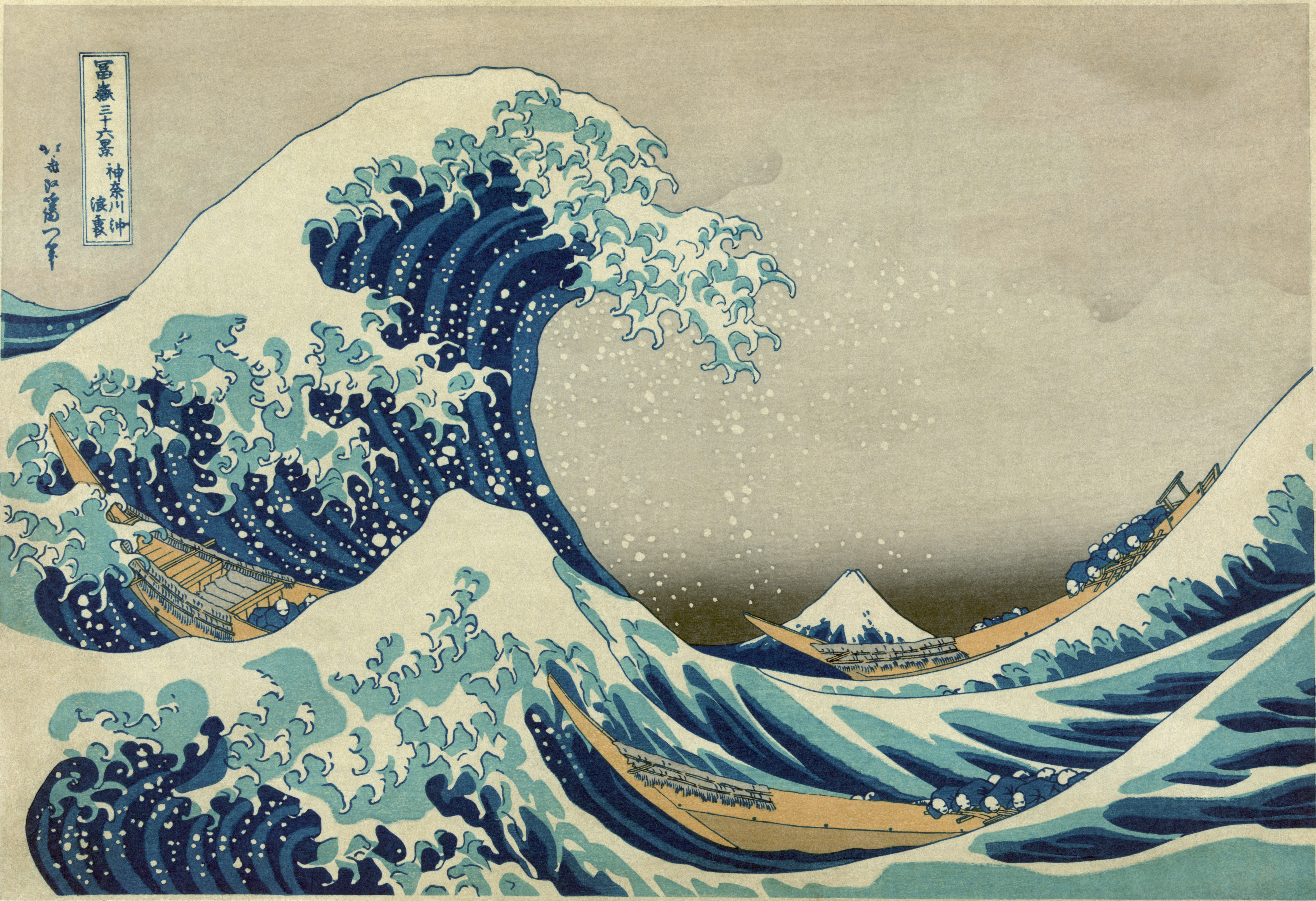
La gran ola de Kanagawa (1830), un conocido ejemplo de la presencia de formas fractales en el arte

El término expresionismo fractal se usa para distinguir las obras fractalistas generadas directamente por un artista, del arte fractal generado usando matemáticas y/o computadoras. Los fractales son patrones que se repiten a escalas cada vez más finas y prevalecen en paisajes naturales (ejemplos comunes son las nubes, los ríos o las montañas). El expresionismo fractal implica una expresión directa de patrones de la naturaleza en una obra de arte.

## Pinturasesparcidasde Jackson Pollock
Los estudios iniciales del expresionismo fractal se centraron en las pinturas esparcidas (en las que la pintura se aplica sobre el lienzo virtiéndola o esparciéndola desde un recipiente, o mediante distintos objetos -como un trapo arrugado- que se impregnan y se aplican repetidamente) de Jackson Pollock (1912-1956), cuyo trabajo se ha asociado tradicionalmente con el movimiento expresionista abstracto. Los patrones de Pollock habían sido previamente referidos como “naturales” y “orgánicos”, invitando a la especulación del escritor John Briggs formulada en 1992 de que el trabajo de Pollock incluía motivos fractales. En 1997, Taylor construyó un dispositivo con forma de péndulo que denominó Pollockizer con el que pintó patrones fractales que guardaban una similitud con el trabajo de Pollock. El análisis informático del trabajo de Pollock publicado por Taylor otros en un artículo de 1999 en Nature encontró que los patrones pintados por Pollock tienen características que coinciden con las mostradas por los fractales de la naturaleza. Este análisis mostraba indicios acerca de que los patrones de Pollock son fractales y reflejan "la huella digital de la naturaleza".
Taylor notó varias similitudes entre el estilo de pintura de Pollock y los procesos utilizados por la naturaleza para construir sus paisajes. Por ejemplo, cita la propensión de Pollock a volver a visitar pinturas que no había ajustado en varias semanas como comparables a los procesos cíclicos de la naturaleza, como las estaciones o las mareas. Además, observó varias similitudes visuales entre los patrones producidos por la naturaleza y los producidos por Pollock mientras pintaba. Señaló que el artista abandonó el uso de un marco tradicional para sus pinturas, prefiriendo en cambio desplegar sus lienzos sobre el suelo; lo que afirmó que es más coherente con el comportamiento de la naturaleza que con las técnicas de pintura tradicionales porque los patrones en el paisaje de la naturaleza no están delimitados artificialmente.
Las similitudes percibidas entre los procesos y patrones involucrados en las pinturas de Pollock y los de la naturaleza obligaron a Taylor a postular que la misma "marca básica" de la construcción de patrones de la naturaleza también aparecía en el trabajo de Pollock. Dado que algunos fractales naturales son generados por un proceso conocido como "caos", incluyendo las formas fractales presentes en la fisiología humana, Taylor creía que el proceso de pintura de Pollock también podría haber sido caótico y, por lo tanto, podría dejar un patrón fractal. La hipótesis de Taylor parece reflejarse en la declaración de Pollock "Yo soy la naturaleza", que hizo cuando se le preguntó si la naturaleza era una fuente de inspiración para su trabajo. Además, Pollock también es citado respondiendo "Sin caos, maldita sea", en respuesta a un artículo de Time magazine que se refirió a sus pinturas como "caóticas". Sin embargo, la teoría del caos no se entendió hasta después de la muerte de Pollock, por lo que no podría haberse referido a los sistemas caóticos de la naturaleza, sino a su uso común para referirse al desorden. En el famoso metraje de Hans Namuth, Pollock dice que sus pinturas no son un accidente y que controlaba el flujo de la pintura sobre el lienzo.
Taylor señala dos aspectos del proceso de pintura de Pollock que tienen el potencial de introducir patrones fractales. El primero es el movimiento de Pollock mientras se desplazaba por el lienzo, que Taylor supuso que seguía un vuelo de Lévy, un tipo de movimiento caótico que se sabe que deja un patrón fractal. Más específicamente, varios estudios han demostrado que los movimientos asociados con el equilibrio humano tienen características fractales. La segunda fuente de caos podría introducirse mediante la técnica de vertido de Pollock. El fluido que cae tiene la capacidad de cambiar de un flujo no caótico a uno caótico, lo que significa que Pollock podría haber introducido un flujo caótico de pintura cuando la dejaba gotear sobre el lienzo. Aunque las características fractales del equilibrio humano y el líquido que cae se generan en las escalas de longitud y tiempo de la pintura de Pollock, Predrag Cvitanovic señala que sería un gran desafío artístico controlarlas: tales parámetros "no son en ningún sentido observables y medibles en las escalas de longitud y escalas de tiempo dominadas por las dinámicas caóticas".
Desde el análisis inicial de Pollock realizado por Taylor en 1999, más de diez grupos de investigación han utilizado diversas formas de análisis fractal para cuantificar con éxito el trabajo de Pollock. Además de analizar el trabajo de Pollock en busca de contenido fractal, algunos grupos, como el del científico informático Bruce Gooch, han utilizado computadoras para generar imágenes similares a Pollock variando sus características fractales. Benoît Mandelbrot (quien inventó el término fractal) y el teórico del arte Francis O'Connor (el principal estudioso sobre Pollock) son conocidos defensores del expresionismo fractal.

## La relación entre el expresionismo fractal y la fluidez fractal
La fluidez fractal es un modelo neurocientífico que propone que, a través de la exposición al paisaje fractal de la naturaleza, el sistema visual de las personas se ha adaptado para procesar fractales de manera eficiente con facilidad. Esta adaptación se produce en muchas etapas del sistema visual, desde la forma en que se mueven los ojos de las personas hasta las regiones del cerebro que se activan. La fluidez coloca al espectador en una "zona de confort", lo que induce una experiencia estética. Los experimentos de neurociencia han demostrado que las pinturas de Pollock inducen las mismas respuestas positivas fisiológicas en el observador que los fractales de la naturaleza y los fractales matemáticos. Esto demuestra que el expresionismo fractal está relacionado con la fluidez fractal al proporcionar motivación para que los artistas, como Pollock, utilicen el expresionismo fractal en su arte para atraer a la gente.
A la luz de la fluidez fractal y la estética asociada, se puede esperar que otros artistas muestren expresionismo fractal. Un año antes de la publicación de Taylor, el matemático Richard Voss cuantificó el arte de China utilizando análisis fractal. Posteriormente, otros grupos han utilizado el análisis informático para identificar el contenido fractal en varios artistas occidentales y orientales, más recientemente en el trabajo de Willem de Kooning.
Además de las obras analizadas anteriormente, se pueden encontrar representaciones simbólicas de fractales en culturas de varios continentes que abarcan varios siglos, incluidas las civilizaciones romana, egipcia, azteca, inca y maya. Con frecuencia son anteriores a los patrones que llevan el nombre de los matemáticos que posteriormente desarrollaron sus características visuales. Por ejemplo, aunque von Koch es famoso por desarrollar la curva conocida como copo de nieve de Koch en 1904, artistas helénicos (300 a. C.) utilizaron por primera vez una forma similar con triángulos repetidos para representar ondas en los frisos. En el siglo XIII, la repetición de triángulos en el mosaico de Cosmati generó una forma conocida más tarde en matemáticas como el triángulo de Sierpinski (llamado así por el patrón estudiado por Sierpinski en 1915).
Las repeticiones triangulares también se encuentran en el púlpito del siglo XII de la Catedral de Ravello en Italia. Las lujosas obras de arte del libro de Kells (alrededor del 800 d. C.) y los arabescos esculpidos en el templo de Jain Dilwara en Monte Ābū, India, (1031 d. C.) también revelan impresionantes ejemplos de fractales exactos.
Las obras artísticas de Leonardo da Vinci y Katsushika Hokusai sirven como ejemplos más recientes de Europa y Asia, cada una reproduciendo los patrones recurrentes que vieron en la naturaleza. El bosquejo de Da Vinci de la turbulencia en el agua, en su pintura titulada El diluvio (1571-1518), estaba compuesto por pequeños remolinos dentro de remolinos más grandes de agua. En La gran ola de Kanagawa (1830–1833), Hokusai retrató una ola rompiendo en una orilla con pequeñas olas encima de una gran ola. Otras xilografías del mismo período también presentan patrones repetidos en varias escalas de tamaño: el Fantasma de Kohada Koheiji muestra fisuras en un cráneo y Las Cataratas del Monte Kurokami presenta canales ramificados en una cascada.

## El uso de fractales para autentificar el arte y la controversia asociada
El estudio de 1998 de Voss sobre el arte chino fue la primera demostración del uso del análisis fractal para distinguir entre las obras de diferentes artistas. Después de la publicación sobre Pollock de Taylor en 1999, el conservador de arte Jim Coddington propuso que el análisis fractal debería explorarse como una técnica para ayudar a autentificar las pinturas de Pollock. En 2005, Taylor y sus colegas publicaron un análisis fractal de 14 cuadros de Pollock auténticos y de 37 imitaciones, lo que sugiere que, cuando se combina con otras técnicas, el análisis fractal podría ser útil para autentificar el trabajo de Pollock.
En el mismo año, la Fundación Pollock-Krasner solicitó un análisis fractal para ser utilizado por primera vez en una disputa de autenticidad. El análisis identificó "desviaciones significativas de las características de Pollock". Taylor advirtió que los resultados deben "combinarse con otra información importante como la procedencia, la opinión de los expertos y el análisis de los materiales". Dos años más tarde, los científicos de materiales demostraron que los pigmentos de las pinturas databan de después de la muerte de Pollock.
En 2006, el uso de fractales para autentificar Pollocks generó controversia. Esta controversia fue provocada por los físicos Katherine Jones-Smith y Harsh Mathur, quienes afirmaron que las características fractales identificadas por Taylor et al. también están presentes en bocetos toscos generados mediante el programa Adobe Photoshop, y en pinturas vertidas deliberadamente fraudulentas hechas por otros artistas. Por lo tanto, según Jones-Smith y Mathur, etiquetar las pinturas de Pollock como "fractales" no tiene sentido, porque las mismas características se encuentran en otras imágenes fractales. Sin embargo, la refutación de Taylor publicada en "Nature" mostró que el análisis fractal del grupo de Taylor podía distinguir entre las pinturas de Pollock y los bocetos toscos, e identificó limitaciones adicionales en el análisis de Jones-Smith y Mathur.
Jones-Smith y Mathur plantearon una preocupación válida aplicable a todas las formas de expresionismo fractal: ¿son las obras de arte demasiado pequeñas para que los patrones pintados se repitan con aumentos suficientes para asumir las características visuales de los fractales? En el caso de las pinturas  de Pollock, el rango más grande utilizado por Taylor para determinar cada parámetro fractal en un cuadro tiene menos de dos órdenes de magnitud en aumento. Los fractales de la naturaleza se repiten en rangos de aumento limitados (generalmente un poco más de un orden de magnitud), lo que lleva a los científicos a debatir qué rango se requiere para establecer de manera fiable el comportamiento fractal. Mandelbrot se negó a incluir un rango de aumento determinado en su definición de fractales y, en cambio, señaló que es el rango necesario para generar las propiedades asociadas con la repetición fractal. En el caso del trabajo de Pollock, este sería el rango de aumento necesario para que los patrones generen la estética fractal. Los experimentos realizados en neurociencia han demostrado que este rango de aumento es inferior a dos órdenes y que las pinturas de Pollock inducen de hecho las mismas respuestas fisiológicas que los fractales de la naturaleza y los fractales matemáticos. Mandelbrot concluyó: "Creo que los Pollock son fractales".
En el momento de la controversia, Coddington hizo el resumen siguiente: “La geometría fractal ha comenzado a jugar un papel importante en la autentificación de la obra de Jackson Pollock. Creemos que estos análisis son necesarios para impulsar este campo”. Los resultados más recientes, en 2015, del científico informático Lior Shamir mostraron que, cuando se combina con otros parámetros de patrones, el análisis fractal se puede utilizar para distinguir entre los Pollock reales y de imitación con un 93% de precisión. Descubrió que los parámetros fractales eran los contribuyentes más poderosos a la precisión de la detección de cuadros verdaderos.